# Välkommen Hem
"Välkommen Hem" – drugi album pochodzącego ze Szwecji zespołu E.M.D.
Zawiera jedenaście Bożonarodzeniowych pieśni w aranżacjach klasycznych. Nagrań dokonano w Grünewaldsalen w Sali Koncertowej w Sztokholmie. Aranżacja i produkcja – Peter Nordahl z udziałem muzyków zebranych z Filharmonii, Radiowej Orkiestry Symfonicznej i Opery.
Album dostępny wyłącznie na terenie Szwecji.

## Lista utworów
1. "Jul, Jul, Strålande Jul"
2. "Ave Maria"
3. "Välkommen Hem"
4. "När Det Lider Mot Jul"
5. "O Helga Natt"
6. "Halleluja"
7. "Stilla Natt"
8. "Ängel"
9. "Julvisa"
10. "Koppången"
11. "Härlig är Jorden"